# Deutsche Gesellschaft für Polarforschung
Die Deutsche Gesellschaft für Polarforschung e. V. (DGP) wurde 1926 als Archiv für Polarforschung in Kiel durch Max Grotewahl gegründet und erhielt 1959 den jetzigen Namen. Die Gesellschaft wirbt für die Erforschung der Polar- und Eisgebiete und fördert den wissenschaftlichen Nachwuchs. Seit 1931 gibt sie die unregelmäßig erscheinende Zeitschrift Polarforschung heraus (heute gemeinsam mit dem Alfred-Wegener-Institut Helmholtz-Zentrum für Polar- und Meeresforschung).
In unregelmäßigen Abständen verleiht die Gesellschaft die Weyprecht-Medaille für herausragende wissenschaftliche Leistungen in den Polargebieten.
Die Gesellschaft vertritt etwa 500 – darunter etwa 40 korporative – Mitglieder.
In Arbeitskreisen werden fachspezifische Fragen diskutiert und neue Programme angeregt. Derzeit existieren Arbeitskreise für:
- Biologische und ökologische Prozesse in polaren Gebieten
- Geologie und Geophysik der Polargebiete
- Geschichte der Polarforschung
- Permafrost
- Polargeodäsie und Glaziologie
- Polarlehrer

Seit 1951 veranstaltet die Gesellschaft im zwei- bis dreijährigen Turnus Internationale Polartagungen. Die 27. Internationale Polartagung fand 2018 in Rostock statt. Die 28. Polartagung war für Oktober 2021 in Potsdam geplant, fand aber vom 1. bis 5. Mai 2022 statt.

## Vorsitzende
- 1959–1963: Alfred Ritscher
- 1963–1972: Karl Weiken
- 1973–1976: Walther Hofmann
- 1976–1996: Dietrich Möller
- 1996–2010: Georg Kleinschmidt
- 2010–2021: Eva-Maria Pfeiffer
- Seit 2021: Cornelia Spiegel